# Сигидов, Владимир Владимирович
Владимир Владимирович Сигидов (10 ноября 1960 — 11 июня 2018) — советский и российский пловец, двукратный призёр летних Паралимпийских игр 1988 года, деятель Санкт-Петербургской региональной организации Всероссийского общества слепых.

## Биография

### Ранние годы
Владимир Владимирович Сигидов родился 10 ноября 1960 года в городе Чиатура (Грузинская ССР). Инвалид детства по зрению I группы: в возрасте 10 лет ослеп в результате взрыва старого боеприпаса, сдетонировавшего во время мальчишеской игры. Окончил школу-интернат № 1 для слепых и слабовидящих детей и Ленинградский финансово-экономический институт им. Н.А. Вознесенского (специальность «экономист»), работал слесарем-сборщиком на производственном объединении «Свет».

### Спортивная карьера
Со школьных лет Владимир Сигидов занимался спортом. Сначала он играл в шахматы, позже переключился на спортивную гимнастику, а затем занялся классической борьбой: в 1980-е годы он входил в число призёров городских соревнований и пытался заполучить звание мастера спорта, но его статус не позволял ему на это рассчитывать. Позже тренер перенаправил его на плавание, где Владимир достиг больших успехов: в 1984 году на чемпионате Европы среди незрячих в Риме Владимир не только одержал победу, но и установил мировой рекорд. Победителей принял торжественно папа римский Иоанн Павел II. В 1988 году сборная СССР дебютировала на летних Паралимпийских играх, а Сигидов был заявлен в соревнования по плаванию в категории B1, где завоевал серебряную медаль на дистанциях 100 м брассом и 200 м брассом. Всего он выступил в шести дисциплинах, показав следующие результтаы:
- 200 м комплексным стилем — 6-е место во 2-м полуфинале, 8-е место в финале
- 100 м баттерфляем — 6-е место в финале
- 200 м брассом — 4-е место во 2-м полуфинале,  место в финале
- 100 м брассом — 4-е место во 2-м полуфинале,  место в финале
- 50 м брассом — 3-е место во 2-м полуфинале, 4-е место в финале
- 100 м на спине — 5-е место во 2-м полуфинале, 7-е место в финале

В 1994 году Сигидов выступил на паралимпийском чемпионате мира по плаванию на Мальте, заявившись в заплыв 100 м брассом и 200 м комплексным стилем, где занял 4-е и 7-е места соответственно. Всего за свою карьеру с 1981 по 2002 годы Сигидов 30 раз выигрывал чемпионаты СССР в разных категориях, 5 раз становился чемпионом мира и 8 раз чемпионом Европы, а также трижды выигрывал заплывы за Международных играх инвалидов в 1990 году.

### Вне спорта
В 1990-е годы Сигидов пришёл в управление производственного объединения «Свет», где работал под руководством Валентина Николаевича Осипова. Среди бизнеса, которым занимался Сигидов, были производство светильников, торговля разными товарами и даже недвижимость. Позже с группой компаньонов он занялся гостиничным бизнесом.
В 1994—2004 годах Владимир Сигидов занимал должность генерального директора Северо-Западного регионального центра «ВОСторг». С 2002 года был главой регионального общественного фонда содействия социальным программам инвалидов «Невский берег». Активно сотрудничал с Санкт-Петербургской региональной организацией Всероссийского общества слепых. Был членом бюро местной организации ВОС «Незрячие специалисты». В 2013—2017 годах — вице-президент Федерации спорта слепых. В интервью «Санкт-Петербургским ведомостям» в 2016 году выражал желание открыть школу парусного спорта в Санкт-Петербурге, которое возникло после того, как он прошёл обучение в школе на Канарских островах.
Погиб 11 июня 2018 года в автокатастрофе. Был женат.

## Достижения
- 30-кратный чемпион СССР[1]
- Серебряный призёр летних Паралимпийских игр: 1988 (200 м, брасс)[1]
- Бронзовый призёр летних Паралимпийских игр: 1988 (100 м, брасс)[1]
- 5-кратный чемпион мира[1]
- 8-кратный чемпион Европы[1]
- 3-кратный чемпион Международных игр инвалидов: 1990[1]

## Награды
- Знак «За заслуги перед Всероссийским обществом слепых» III и II степени[1]